# Geladaindong
Geladaindong är ett 6621 meter högt berg som utgör högsta toppen i Danglabergen.